# Дік Міллер
Дік Міллер (англ. Dick Miller; 25 грудня 1928 — 30 січня 2019) — американський актор.

## Біографія
Дік Міллер народився 25 грудня 1928 року у Бронксі, Нью-Йорк, США. Навчався у Сіті Коледж в Нью-Йорку, а також у Колумбійському університеті. Дік Міллер служив у ВМС США протягом декількох років і займався боксом. Працював в клініці Бельвю (англ. Bellevue Hospital Center) і у психіатричному відділенні лікарні в Квінсі (англ. Queens General Hospital). Оселився в Лос-Анджелесі в середині 1950-х років, де був помічений продюсером Роджером Корманом, який зняв його у більшості своїх низькобюджетних фільмах. Після цього Дік Міллер двадцять років пропрацював у Кормана на студії і починаючи з кінця 1970-х років часто знімається у фільмах режисера Джо Данте. Найвідомішою і єдиною головною роллю залишився Волтер Песлі з фільму «Відро крові» (1959). Цього персонажа Міллер так чи інакше зображував у багатьох наступних фільмах. Академія фантастичних фільмів, фентазі і фільмів жахів США номінувала його на приз «Сатурн» як найкращого актора другого плану за фільм «Гремліни» (1984).

## Фільмографія
- 1960 — Магазинчик жахів / The Little Shop of Horrors
- 1973 — Студентки-практикантки / The Student Teachers
- 1975 — Капоне / Capone
- 1975 — Лихоманка на білій смузі / White Line Fever
- 1976 — Гарматне ядро / Cannonball!
- 1978 — Літо в пошуках «Корвета» / Corvette Summer
- 1978 — Піранья / Piranha
- 1979 — 1941 / 1941
- 1980 — Вживані автомобілі / Used Cars
- 1981 — Виття / Howling
- 1984 — Гремліни / Gremlins
- 1984 — Термінатор / The Terminator
- 1985 — Дослідники / Explorers
- 1985 — Позаурочний час / After Hours
- 1987 — Внутрішній космос / Innerspace
- 1989 — Цікаві / The 'Burbs
- 1990 — Гремліни 2 / Gremlins 2
- 1991 — Жінка, яка згрішила / The Woman Who Sinned
- 1993 — Денний сеанс / Matinee
- 1997 — Друга громадянська війна / The Second Civil War
- 1998 — Хроніки Осіріса / The Osiris Chronicles
- 1998 — Солдатики / Small Soldiers
- 2003 — Луні Тюнз: Знову в дії / Looney Tunes: Back in Action
- 2007 — Викрадачі лобів / Trail of the Screaming Forehead